# Mästarnas mästare 2013
Den femte säsongen av TV-programmet Mästarnas mästare sändes i Sveriges Television i tio delar mellan den 17 mars och 19 maj 2013. Säsongen spelades in i Messenien på Peloponnesos-halvön i Grekland i september 2012. Likt tidigare säsonger var Micke Leijnegard programledare. Det kvalificeringssystem som användes i föregående säsong användes även i denna säsong. De tolv deltagarna presenterades under sommaren 2012. 
Inför inspelningarna blev Anna Lindberg sjuk och tvingades därmed byta grupp med Malin Ewerlöf Krepp, eftersom hon inte var frisk i tid för inspelningarna av den första gruppen. Programmets första avsnitt fick en rekordhög tittarsiffra då drygt 2,6 miljoner människor såg det avsnittet. Det första avsnittet året innan hade drygt 2,1 miljoner TV-tittare. Tappet i tittarantal i finalavsnittet berodde på att finalen i världsmästerskapet i ishockey för herrar 2013 sändes i TV4 på samma tidpunkt; en final där Sverige mötte och besegrade Schweiz.

## Deltagare
Från början delades deltagarna in i två grupper, precis som deltagarna i föregående säsong gjordes. I varje grupp tävlade tre män och tre kvinnor. När alla gruppomgångar var avklarade hade de två deltagare per grupp som vunnit sin grupps sista match gått vidare till semifinalen. Från semifinalen kvalificerade sig sedan tre deltagare till finalomgången där vinnaren korades.

### Grupp 1
Den första gruppen tävlade under avsnitt 1–4 (17 mars–7 april 2013):
| Namn                | Sport       |
| ------------------- | ----------- |
| Bernt Johansson     | Cykling     |
| Dan Corneliusson    | Fotboll     |
| Helena Ekholm       | Skidskytte  |
| Magdalena Forsberg  | Skidskytte  |
| Malin Ewerlöf Krepp | Löpning     |
| Torgny Mogren       | Längdåkning |

### Grupp 2
Den andra gruppen tävlade under avsnitt 5–8 (14 april–5 maj 2013):
| Namn                      | Sport      |
| ------------------------- | ---------- |
| Anna Lindberg             | Simhopp    |
| Anna-Karin Kammerling     | Simning    |
| Christine Gandrup         | Badminton  |
| Jesper Blomqvist          | Fotboll    |
| Mats Näslund              | Ishockey   |
| Mikael "Äpplet" Appelgren | Bordtennis |

## Nattduellen
Nattduellen bestod precis som året innan av fem stavar på ett bord som lyste. Enda skillnaden jämfört med året innan var att stavarna blev kortare för att det inte ska vara möjligt för båda deltagarna att få grepp om staven. När en av stavarna slocknade skulle man ta den och den som snabbast tog staven vann och fick stanna kvar i tävlingen. Tävlingen bestod av tre omgångar, där den person som först vunnit två omgångar hade vunnit nattduellen. För att armarna skulle vara på lika långt avstånd från stavarna tvingades de tävlande hålla i två stycken kättingar, som satt fast i marken. Tappade någon av de tävlande kättingen innan staven slocknade gick segern i den omgången till motståndaren. 
I den här säsongen kortades längden på stavarna för att endast en person skulle kunna fånga staven.
| Avsnitt | Datum (2013) | Nattduell mellan                        | Vinnare omgång 1  | Vinnare omgång 2    | Vinnare omgång 3  | Utslagen            |
| ------- | ------------ | --------------------------------------- | ----------------- | ------------------- | ----------------- | ------------------- |
| 1       | 17 mars      | —                                       | —                 | —                   | —                 | —                   |
| 2       | 24 mars      | Bernt Johansson och Malin Ewerlöf Krepp | Bernt Johansson   | Malin Ewerlöf Krepp | Bernt Johansson   | Malin Ewerlöf Krepp |
| 3       | 31 mars      | Bernt Johansson och Dan Corneliusson    | Bernt Johansson   | Bernt Johansson     | —                 | Dan Corneliusson    |
| 4       | 7 april      | Bernt Johansson och Torgny Mogren       | Torgny Mogren     | Bernt Johansson     | Bernt Johansson   | Torgny Mogren       |
| 5       | 14 april     | —                                       | —                 | —                   | —                 | —                   |
| 6       | 21 april     | Mikael Appelgren och Christine Gandrup  | Christine Gandrup | Mikael Appelgren    | Christine Gandrup | Mikael Appelgren    |
| 7       | 28 april     | Christine Gandrup och Mats Näslund      | Mats Näslund      | Christine Gandrup   | Christine Gandrup | Mats Näslund        |
| 8       | 5 maj        | Jesper Blomqvist och Christine Gandrup  | Christine Gandrup | Jesper Blomqvist    | Jesper Blomqvist  | Christine Gandrup   |
| 9       | 12 maj       | Jesper Blomqvist och Bernt Johansson    | Bernt Johansson   | Bernt Johansson     | —                 | Jesper Blomqvist    |
| 10      | 19 maj       | —                                       | —                 | —                   | —                 | —                   |

## Slutgiltig placering och utslagningsschema

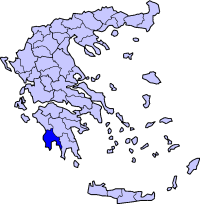
Den femte säsongen av Mästarnas mästare spelades in under september 2012 i Messenien på Peloponnesos-halvön i Grekland.

I gruppspelen tävlade sex stycken mästare per grupp: tre män och tre kvinnor. Precis som i tidigare säsonger tävlade deltagarna i tre grenar per avsnitt där de får olika poäng beroende på hur de placerar sig totalt. Varje avsnitt har också sitt eget tema. Vinnaren i varje avsnitt blir immun medan förloraren tvingas välja någon av de övrigt placerade deltagarna att mötas i en nattduell. I den sista gruppspelstävlingen återstod fyra deltagare i gruppen. Efter de tre grenarna är det den deltagare med minst totalpoäng som får lämna programmet direkt medan tvåan och trean gör upp om den andra finalplatsen. Den som fått högst totalpoäng är också den som blir direktkvalificerad till semifinalen efter gruppspelen är slut.

### Resultattabell: Grupp 1
| Deltagare           | Plats | 1  | 2  | 1+2 | 3    | 4  |
| ------------------- | ----- | -- | -- | --- | ---- | -- |
| Magdalena Forsberg  | 1     | 22 | 20 | 42  | 14,5 | 16 |
| Bernt Johansson     | 2     | 6  | 10 | 16  | 10   | 6  |
| Torgny Mogren       | 3     | 18 | 20 | 38  | 17   | 14 |
| Helena Ekholm       | 4     | 7  | 10 | 17  | 11   | 3  |
| Dan Corneliusson    | 5     | 6  | 12 | 18  | 4,5  |    |
| Malin Ewerlöf Krepp | 6     | 24 | 12 | 36  |      |    |

### Resultattabell: Grupp 2
| Deltagare             | Plats | 5    | 6  | 5+6  | 7  | 8  |
| --------------------- | ----- | ---- | -- | ---- | -- | -- |
| Anna Lindberg         | 1     | 19   | 14 | 33   | 12 | 18 |
| Jesper Blomqvist      | 2     | 13,5 | 24 | 37,5 | 10 | 7  |
| Christine Gandrup     | 3     | 11   | 14 | 25   | 6  | 10 |
| Anna-Karin Kammerling | 4     | 14,5 | 14 | 28,5 | 16 | 4  |
| Mats Näslund          | 5     | 15   | 12 | 27   | 13 |    |
| Mikael Appelgren      | 6     | 11   | 6  | 17   |    |    |

### Slutspel: Semifinal och final
Finalen avgjordes den 19 maj 2013 mellan Magdalena Forsberg, Anna Lindberg och Bernt Johansson. Den första grenen vanns av Lindberg som därmed fick trettio sekunders försprång mot tvåan, Johansson, som i sin tur fick trettio sekunders försprång mot trean, Forsberg, inför den andra grenen. Den andra grenen vanns av Lindberg och tvåa kom Forsberg, vilket betydde att Johansson blev utslagen. I den avgörande finalen skulle de två kvarvarande deltagarna först räkna för att se vem som kom närmast två minuter, för att sedan på två olika sätt få fram kombinationer till låsen på de kedjor som fängslade dem. Efter det skulle deltagarna stapla klossar i rätt ordning för att få fram ett armborst som de sedan skulle använda för att skjuta prick på tre måltavlor. Forsberg vann kampen mot Lindberg och blev därmed Mästarnas mästare 2013. Forsberg blev också den första kvinnan någonsin att vinna Mästarnas mästare.
| Deltagare          | Plats | 9  | 10      |
| ------------------ | ----- | -- | ------- |
| Magdalena Forsberg | 1     | 16 | Vinnare |
| Anna Lindberg      | 2     | 14 | Tvåa    |
| Bernt Johansson    | 3     | 5  | Trea    |
| Jesper Blomqvist   | 4     | 3  |         |